# Coro della SOSAT
Der Trientiner Bergsteigerchor SOSAT ist ein international bekannter, italienischer Männerchor, der sich vorwiegend der Volksmusik widmet. Seine Heimat ist Trient in Oberitalien.

## Geschichte
Auf Betreiben des Begründers und Präsidenten der “S.O.S.A.T.” (Akronym für Sezione Operaia della Società degli Alpinisti Tridentini – dt. Arbeitersektion des Trentiner Bergsteigervereins SAT), Nino Peterlongo, riefen einige seiner Mitglieder am 24. Mai 1926 den ersten Bergsteigerchor, der „Chor der SOSAT“ genannt wurde, ins Leben. Es wurden damit die Wurzeln für eine neue musikalische Ausdrucksform gelegt, die sofort großen Anklang fand. Während des Faschismus wurde der Chor 1938 in Coro della S.A.T. umbenannt. Nach Ende des Zweiten Weltkriegs spaltete sich der Chor in den Coro della S.A.T. und den Coro della S.O.S.A.T. auf. 1961 nahm er zwischenzeitlich den offiziellen Namen Trientiner SOSAT Chor an.
Der Chor gibt seit Jahren international Konzerte und hat zahlreiche musikalische Veröffentlichungen und Schallplatten produziert. Etliche Lieder wurden von dem Pianisten Arturo Benedetti Michelangeli für den Chor arrangiert.
Der Coro della SOSAT tritt seit 1963 bei der jährlich am letzten Sonntag im Juli stattfindenden Gedenkmesse für die Opfer der Berge in der Zwölf-Apostel-Kapelle in der Brentagruppe auf.

## Diskografie
- 1933: Done done vecie vecie/Ne diseva i nosi veci/La sposa morta - Ed. Columbia CQ 1289
- 1933: La pastora/La banda/La Paganella - Ed. Columbia CQ 1290
- 1933: La montanara/Bombardano Cortina/La villanella - Ed. Columbia CQ 1291
- 1934: Ohi della Val Camonica/La Dosolina/Monte Canino - Ed. Columbia DQ 1356
- 1934: Sul ciastel de Mirabel/Il testamento del capitano - Ed. Columbia DQ 1357
- 1935: Il povero soldato/Gran Dio del cielo - Ed. Columbia DQ 1358
- 1935: E ma prima/Dove te vett o Mariettina/Serenada - Ed. Columbia DQ 2542
- 1935: La smortina/Teresina - Ed. Columbia DQ 2543
- 1951: Rosa della Alpi/Son dai monti - Ed. Columbia CQ 2106
- 1951: Negritella/Maresa - Ed. Columbia CQ 2107
- 1951: Danza paesana/La Roseane/Rondinella - Ed. Columbia CQ 2108
- 1951: Marmolada/L'allegrie - Ed. Columbia CQ 2109
- 1951: La nuit/Not en Val Gardena - Ed. Columbia CQ 2110
- 1951: Ciantia del jager/Vilanela/Monte Bianco e Cervino - Ed. Columbia CQ 2111
- 1952: Canto dell’alpino/Barcarol - Ed. Columbia CQ 2376
- 1952: La morettina/L'emigrant - Ed. Columbia CQ 2408
- 1952: Montagne mie vallate/La luna sui nossi monti - Ed. Columbia CQ 2419
- 1952: Ave Maria della Alpi/Villotte friulane - Ed. Columbia CQ 2474
- 1962: LP La Montanara - Ed. Ariola
- 1964: LP La Montagna - Ed. Fonit-Cetra
- 1968: Cesota del Vason
- 1970: La Marcialonga
- 1970: LP Una città che canta
- 1971: LP Il Coro della S.O.S.A.T. canta per voi
- 1972: Inno al Meeting
- 1974: LP Star Galerie - Ed. Metronome (Hamburg)
- 1975: LP Die großen Erfolge - Ed. Metronome (Hamburg)
- 1976: LP Hör das Lied von Montanara - Ed. Metronome (Hamburg)
- 1977: LP La Montanara - Ed. Metronome (Hamburg)
- 1979: LP La pastorella - Ed. Ariola
- 1980: LP Trientiner Weihnachten - Ed. Ariola
- 1986: LP Bella bimba - Ed. Fonit-Cetra
- 1987: LP-CD Natale con la S.O.S.A.T. - Ed. CTS
- 1989: LP-CD Coro Trentino S.O.S.A.T. - Ed. CTS
- 1992: CD Fiori de cristal
- 1995: CD Coro Trentino S.O.S.A.T. in concerto - Ed. CTS
- 1997: CD Canta la S.O.S.A.T. - Ed. CTS
- 2000: CD Ihre Schönsten Lieder - Ed. Koch Universal Music
- 2001: CD Canti popolari delle Alpi - Ed. Koch Universal Music
- 2001: CD 75° Coro S.O.S.A.T. - Ed. CTS
- 2006: Sarg Là su per le montagne…una storia che canta zum 80-jährigen Jubiläum
- 2011: Sarg Una storia che in…canta CD/DVD zum 85-jährigen Jubiläum
- 2015: 2-CD Ritorno alle origini - Ed. CTS

## Videos
- 1967: Serenata Trentina, von Otto Guggenbichler, Produktion Bayerischer Rundfunk[4]
- 2011: Una storia che in…canta, von Marco Olivotto, DVD zum 85-jährigen Jubiläum

## Ehrungen
- 1968: Stella al merito dell'ordine del cardo
- 1996: Goldener Adler des heiligen Wenzel, für seine sozialen und kulturellen Verdienste. Es ist die höchste Auszeichnung der Stadt Trient
- 2001: Sonderpreis der S.A.T.